# Scharfenberg (Antarktika)
Der Scharfenberg ist ein 800 m hoher Nunatak im ostantarktischen Viktorialand. In der Eisenhower Range ragt er inmitten der Mündung des Havelgletschers in den Priestley-Gletscher auf.
Wissenschaftler der deutschen Expedition GANOVEX IV (1984–1985) nahmen seine Benennung vor. Namensgeberin ist die Insel Scharfenberg im Tegeler See in Berlin.